# Putranjiva
Putranjiva je biljni rod iz porodice Putranjivaceae. Sastoji se od četiri vrste raširene po tropskoj i suptropskoj Aziji.
Listovi vrsta ovog roda imaju kožnate listove, koji su, svježi, obično paprenog okusa koje mu daje gorušičino ulje, čime se biljka štiti od herbivora.
Ime roda dolazi od sanskrtskog u značenju 'davati život djeci'.

## Vrste
1. Putranjiva formosana Kaneh. & Sasaki ex Shimada
2. Putranjiva matsumurae Koidz.
3. Putranjiva roxburghii Wall.
4. Putranjiva zeylanica (Thwaites) Müll.Arg.

## Sinonimi
- Liodendron H.Keng
- Palenga Thwaites